# Каката
Каката (англ. Kakata) — город в Либерии.

## Географическое положение
Расположен на западе центральной части страны, в 55 км к северо-востоку от столицы страны, города Монровия. Административный центр графства Маргиби, а также центр округа Каката. Абсолютная высота — 132 метра над уровнем моря.

## Население
По данным на 2013 год численность населения составляет 34 936 человек. Пятый по величине город страны.
Динамика численности населения города по годам:
| 2008   | 2013   |
| ------ | ------ |
| 33 945 | 34 936 |

## Транспорт
Соединён асфальтированной дорогой с Монровией, а также дорогами без покрытия с рядом других населённых пунктов страны.